# ألفريد تونيلو
ألفريد تونيلو (بالفرنسية: Alfred Tonello) مواليد 11 مارس 1929 في باريس - الوفاة 21 ديسمبر 1996 في بوندي، فرنسا، كان دراج فرنسي. سبق أن شارك في دورة الألعاب الأولمبية الصيفية وفاز بميدالية أولمبية.

## الميداليات
| الميدالية | المسابقة                       |
| --------- | ------------------------------ |
| برونزية   | الألعاب الأولمبية الصيفية 1952 |

## روابط خارجية
- ألفريد تونيلو على موقع أرشيف الدراجات (الإنجليزية)
- ألفريد تونيلو على موقع إحصائيات الدراجات الإحترافية (الإنجليزية)
- ألفريد تونيلو على موقع أوليمبيديا (الإنجليزية)